# Franz Lotz (Sportwissenschaftler)
Franz Lotz (* 21. August 1910 in Darmstadt; † 27. September 1994 in Würzburg) war ein deutscher Sportwissenschaftler, Hochschullehrer und Sportfunktionär.

## Leben
Nach dem Schulbesuch in Darmstadt studierte Lotz, der als Jugendlicher die Sportarten Fußball, Handball und Leichtathletik betrieb, zwischen 1928 und 1932 in Frankfurt, München und Gießen Psychologie, Philosophie, Neuere Sprachen und Leibeserziehung. Seine 1936 an der Justus-Liebig-Universität Gießen angenommene, von Gerhard Pfahler betreute Doktorarbeit im Fach Psychologie trug den Titel „Integrationstypologie und Erbcharakterkunde. Eine experimentelle Untersuchung ihrer Beziehungen“. An der Justus-Liebig-Universität Gießen war Lotz als Hochschulassistent tätig, er setzte seine wissenschaftliche Laufbahn anschließend an der Universität Berlin und der Universität Köln fort. 1939 übernahm er die Leitung des Hochschulinstituts für Leibesübungen im österreichischen Leoben. Nach Militärdienst und dem Zweiten Weltkrieg hatte er eine Lehrerstelle am Kolleg St. Blasien inne, am 1. Mai 1949 trat er an der Julius-Maximilians-Universität Würzburg seinen Dienst als Direktor des Hochschulinstitutes für Leibesübungen an. 1968 wurde er ebendort auf einen Lehrstuhl für Theorie der Leibesübungen berufen und war in Würzburg bis 1980 als Professor tätig.
Lotz setzte sich unter anderem für den Behindertensport, den Alterssport und den Sport im beruflichen Umfeld sowie für die Sportwissenschaft als eigenständige Disziplin ein. Er befasste sich mit der Sportlehrerausbildung, den Olympischen Spielen, dem Verhältnis von Kirche und Sport und außerschulischen Berufsfeldern für Absolventen sportwissenschaftlicher Studiengänge.
Auf sportpolitischer Ebene war Lotz ab 1950 Vorsitzender des Deutschen Sportbeirats beim Deutschen Sportbund und zwischen 1955 und 1970 Vorstandsmitglied im Deutschen Sportbund. Ab 1960 war er Mitglied im Weltrat für Sport und Leibeserziehung und zeitweilig in dessen Exekutivkomitee vertreten. Im Zeitraum 1970 bis 1978 hatte er einen Sitz im Direktorium des Bundesinstituts für Sportwissenschaft inne. Des Weiteren gehörte er dem Kuratorium für die Olympische Akademie an und saß im Organisationskomitee für die Olympischen Sommerspiele 1972 in München. Die Zeitschrift „Sportwissenschaft“ gründete Lotz mit, bis 1988 war er im Herausgeberkollegium des Blatts vertreten.
1980 wurde Lotz sowohl mit dem Bayerischen Verdienstorden ausgezeichnet als auch die Ehrenmitgliedschaft des Deutschen Sportbundes verliehen. 1990 wurde er erneut vom Deutschen Sportbund mit der Ludwig-Wolker-Plakette geehrt. 1993 verlieh ihm das Internationale Olympische Komitee den Olympischen Orden. Lotz war ebenfalls Träger des Bundesverdienstkreuzes und war Ehrenmitglied der Internationalen Olympischen Akademie.
Der Sporthistoriker Friedrich Mevert bezeichnete Lotz als einen „der wichtigen Männer der ersten Stunde in der deutschen Sportwissenschaft der Nachkriegszeit“.